# Кубок Південної Кореї з футболу
Кубок Південної Кореї з футболу (Кубок футбольної асоціації Південної Кореї, кор. FA컵) — футбольний клубний турнір у Південній Кореї, який проводиться під егідою Футбольної асоціації Південної Кореї. Переможець турніру представляє країну у Лізі чемпіонів АФК.

## Історія
Загальнокорейський футбольний турнір був заснований Корейською спортивною радою у 1921 році протягом японського правління у Кореї. Учасниками змагань були юнацькі, студентські та дорослі футбольні команди з різних провінцій. Після 1934 року турнір став частиною Корейського національного спортивного фестивалю, який був змаганням з різних видів спорту. Корейська спортивна рада була розформована у 1937 році під натиском японського уряду. Після Другої світової війни у 1946 році Футбольна асоціація Південної Кореї заснувала Корейський національний футбольний чемпіонат, у якому змагались клуби з Південної Кореї. 
Він був скасований після заснування Корейської професійної футбольної ліги у 1983 році, оскільки від участі відмовились професійні клуби та відомі гравці. Було кілька спроб приєднати до турніру професійні команди, і це сталось. У ці часи змагання стали дуже успішні і у 1988-89 роках Футбольна асоціація Південної Кореї перейменувала турнір на Кубок футбольної асоціації Південної Кореї. Тим не менше через чергові розбіжності між професійним футбольними клубами та Футбольною асоціацією Південної Кореї змагання повернулось до аматорського формату.
У 1996 році Футбольна асоціація Південної Кореї відділила Кубок футбольної асоціації Південної Кореї від Корейського національного футбольного чемпіонату, проте у 2000 році змагання злились у Кубок футбольної асоціації Південної Кореї.
У 1996-2006 роках Кубок проводився після закінчення регулярного сезону К-ліги і, як правило, був швидкоплинним. У кожному раунді переможець пари визначався за підсумками одного матчу. Команди-представники К-ліги розпочинали виступи з першого раунду, але всі матчі проводили на нейтральних стадіонах у містах Кімчхон та Намхе.
Для підвищення статусу турніру з 2006 року турнір проводиться протягом календарного року паралельно з К-лігою
У минулі роки титульними спонсорами проведення Кубка виступали різні компанії:  Sambo Change-up (1998); Sambo Computer (1999); Seoul Bank (2000-02);  Hana Bank (2003—2015); KEB Hana Bank (2015—2016). З назви титульного спонсора розпочиналась і назва чергового Кубку.

## Формат
У турнірі беруть участь команди з К-ліги, К-ліги Челлендж, Корейської Національної ліги, К3 Ліги та U-ліги. Розіграш кубка проводиться за системою плей-оф. У кожному раунді переможець пари визначається за підсумками одного матчу, який проводиться на полі команди, що визначається жеребкуванням, або на нейтральному стадіоні. Фінал складається з двох матчів: на полі кожної з команд.

## Фінали
| Сезон | Переможець             | Фіналіст                  | Рахунок                                                  |
| ----- | ---------------------- | ------------------------- | -------------------------------------------------------- |
| 1996  | Пхохан Атомс           | Сувон Самсунг Блювінгс    | 0–0 пен. 7–6                                             |
| 1997  | Чоннам Дрегонз         | Соннам Ільхва Чхонма      | 1–0                                                      |
| 1998  | Анян LG Чітахс         | Ульсан Хюндай Хоран-і     | 2–1                                                      |
| 1999  | Соннам Ільхва Чхонма   | Чонбук Хьонде Дінос       | 3–0                                                      |
| 2000  | Чонбук Хьонде Моторс   | Соннам Ільхва Чхонма      | 2–0                                                      |
| 2001  | Теджон Сітізен         | Пхохан Стілерс            | 1–0                                                      |
| 2002  | Сувон Самсунг Блювінгс | Пхохан Стілерс            | 1–0                                                      |
| 2003  | Чонбук Хьонде Моторс   | Чоннам Дрегонз            | 2–2 пен. 4–2                                             |
| 2004  | Пусан Ай Конс          | Пучхон СК                 | 1–1 дч пен. 4–3                                          |
| 2005  | Чонбук Хьонде Моторс   | Ульсан Хьонде Міпо Долфін | 1–0                                                      |
| 2006  | Чоннам Дрегонз         | Сувон Самсунг Блювінгс    | 2–0                                                      |
| 2007  | Чоннам Дрегонз         | Пхохан Стілерс            | 3–2 (перший матч), 3–1 (повторний матч) 6–3 (у підсумку) |
| 2008  | Пхохан Стілерс         | Кеннам                    | 2–0                                                      |
| 2009  | Сувон Самсунг Блювінгс | Соннам Ільхва Чхонма      | 1–1 дч пен. 4–2                                          |
| 2010  | Сувон Самсунг Блювінгс | Пусан Ай Парк             | 1–0                                                      |
| 2011  | Соннам Ільхва Чхонма   | Сувон Самсунг Блювінгс    | 1–0                                                      |
| 2012  | Пхохан Стілерс         | Кеннам                    | 1–0 дч                                                   |
| 2013  | Пхохан Стілерс         | Чонбук Хьонде Моторс      | 1–1 дч пен. 4–3                                          |
| 2014  | Соннам                 | Сеул                      | 0–0 дч пен. 4–2                                          |
| 2015  | Сеул                   | Інчхон Юнайтед            | 3–1                                                      |
| 2016  | Сувон Самсунг Блювінгс | Сеул                      | 2–1 (перший матч), 1–2 дч пен. 10–9 (повторний матч)     |
| 2017  | Ульсан Хьонде          | Пусан Ай Парк             | 2–1 (перший матч), 0–0 (повторний матч)                  |
| 2018  | Тегу                   | Ульсан Хьонде             | 2–1 (перший матч), 3–0 (повторний матч)                  |
| 2019  | Сувон Самсунг Блювінгс | Теджон Korail             | 0–0 (перший матч), 4–0 (повторний матч)                  |
| 2020  | Чонбук Хьонде Моторс   | Ульсан Хьонде             | 1–1 (перший матч), 2–1 (повторний матч)                  |
| 2021  | Чоннам Дрегонз         | Тегу                      | 0–1 (перший матч), 4–3 (повторний матч)                  |
| 2022  | Чонбук Хьонде Моторс   | Сеул                      | 2–2 (перший матч), 3–1 (повторний матч)                  |
| 2023  | Пхохан Стілерс         | Чонбук Хьонде Моторс      | 4–2                                                      |
| 2024  | Пхохан Стілерс         | Ульсан Хьонде             | 3–1 дч                                                   |

## Титули за клубами
| Команда                   | Перемоги | Фінали | Роки перемог                       | Роки фіналів           |
| ------------------------- | -------- | ------ | ---------------------------------- | ---------------------- |
| Пхохан Стілерс            | 6        | 3      | 1996, 2008, 2012, 2013, 2023, 2024 | 2001, 2002, 2007       |
| Сувон Самсунг Блювінгс    | 5        | 3      | 2002, 2009, 2010, 2016, 2019       | 1996, 2006, 2011       |
| Чонбук Хьонде Моторс      | 5        | 3      | 2000, 2003, 2005, 2020, 2022       | 1999, 2013, 2023       |
| Чоннам Дрегонз            | 4        | 1      | 1997, 2006, 2007, 2021             | 2003                   |
| Соннам                    | 3        | 3      | 1999, 2011, 2014                   | 1997, 2000, 2009       |
| Сеул                      | 2        | 3      | 1998, 2015                         | 2014, 2016, 2022       |
| Ульсан Хьонде             | 1        | 4      | 2017                               | 1998, 2018, 2020, 2024 |
| Пусан Ай Парк             | 1        | 2      | 2004                               | 2010, 2017             |
| Тегу                      | 1        | 1      | 2018                               | 2021                   |
| Теджон Сітізен            | 1        | 0      | 2001                               |                        |
| Кеннам                    | 0        | 2      |                                    | 2008, 2012             |
| Чеджу Юнайтед             | 0        | 1      |                                    | 2004                   |
| Ульсан Хьонде Міпо Долфін | 0        | 1      |                                    | 2005                   |
| Інчхон Юнайтед            | 0        | 1      |                                    | 2015                   |
| Теджон Korail             | 0        | 1      |                                    | 2019                   |